# Le Héron blanc
Pour plus de détails, voir Fiche technique et Distribution.
Le Héron blanc (白鷺, Shirasagi) est un film japonais réalisé par Teinosuke Kinugasa, sorti en 1958.

## Synopsis
Une geisha tente d'accéder à une nouvelle vie avec son amant, qui est peintre.

## Fiche technique
- Titre : Le Héron blanc
- Titre original : 白鷺 (Shirasagi?)
- Réalisation : Teinosuke Kinugasa
- Scénario : Teinosuke Kinugasa d'après le roman de Kyōka Izumi
- Musique : Ichirō Saitō
- Photographie : Kimio Watanabe
- Décors : Atsuji Shibata
- Production : Masaichi Nagata
- Société de production : Daiei
- Pays de production :  Japon
- Langue originale : japonais
- Format : couleur - 2,35:1 - 35 mm - son mono
- Genre : Drame
- Durée : 97 minutes (métrage : dix bobines - 2 650 m[1])
- Dates de sortie : 
  - Japon : 29 novembre 1958[1]

## Distribution
- Fujiko Yamamoto : Oshino
- Keizō Kawasaki : Jun'ichi Inaki
- Yosuke Irie : Takashi Irie
- Shūji Sano : Kumajirō Gosaka
- Hitomi Nozoe : Nanae Date
- Hideo Takamatsu : Yokichi Tatsumi
- Eijirō Tōno : Okita
- Tamae Kiyokawa : Hideko Gosaka
- Rieko Sumi : Wakakichi

## Distinctions

### Récompenses
- 1959 : Mention au festival de Cannes 1959[2]
- 1959 : prix Blue Ribbon de la meilleure actrice pour Fujiko Yamamoto[3]
- 1959 : prix Mainichi des meilleurs décors pour Atsuji Shibata et prix spécial pour Kimio Watanabe[4]

### Sélection
Le film a été présenté en sélection officielle en compétition au Festival de Cannes 1959.